# Ellne
Ellne är en bebyggelse i Söderala socken i Söderhamns kommun, Gävleborgs län. SCB avgränsade här en småort mellan 1990 och 2020 samt från 2023.